# Большой Наньях
Большо́й Наньях — река в России, в Александровском районе Томской области. Устье реки находится в 27 км по левому берегу реки Наньях. Длина реки составляет 23 км. Приток — Поперечный Исток.

## Данные водного реестра
По данным государственного водного реестра России относится к Верхнеобскому бассейновому округу, водохозяйственный участок реки — Обь от впадения реки Васюган до впадения реки Вах, речной подбассейн реки — Васюган. Речной бассейн реки — (Верхняя) Обь до впадения Иртыша.